# Américo Pereira da Silva
Pour les articles homonymes, voir Pereira et Silva.
Américo Pereira da Silva est un footballeur portugais né et mort à des dates inconnues. Il évoluait au poste d'attaquant.

## Biographie

### En club
Pereira da Silva est joueur du Casa Pia dans les années 1920.

### En équipe nationale
International portugais, il reçoit une unique sélection en équipe du Portugal le 26 décembre 1926 en amical contre la Hongrie.